# Hỗn hợp (loại sắc tộc Vương quốc Anh)
Hỗn hợp (tiếng Anh: Mixed) là một thể loại sắc tộc đã được sử dụng bởi Văn phòng Thống kê Quốc gia của Vương quốc Anh kể từ Tổng điều tra dân số năm 1991. Thông thường, nó đề cập đến công dân hoặc cư dân Anh có cha mẹ là hai chủng tộc hoặc sắc tộc khác nhau. Người chủng tộc hỗn hợp là nhóm sắc tộc phát triển nhanh nhất ở Anh và chiếm 1,25 triệu người trong cuộc điều tra dân số năm 2011.

## Thống kê
Trong cuộc điều tra dân số năm 2001, 677.177 đã tự xếp mình là chủng tộc hỗn hợp, chiếm 1,2% dân số Anh. Văn phòng thống kê quốc gia ước tính rằng 956.700 người chủng tộc hỗn hợp đã cư trú ở Anh (trái ngược với toàn bộ Vương quốc Anh) vào giữa năm 2009, so với 654.000 vào giữa năm 2001. Tính đến tháng 5 năm 2011, con số này đã vượt quá 1 triệu. Người ta ước tính rằng, đến năm 2020, 1,24 triệu người ở Anh sẽ thuộc chủng tộc hỗn hợp. Tuy nhiên, nghiên cứu do BBC thực hiện cho thấy dân số chủng tộc hỗn hợp có thể đã gấp đôi con số ước tính chính thức - lên tới 2 triệu.
3,5 phần trăm tất cả các ca sinh ở Anh và xứ Wales năm 2005 là những đứa trẻ chủng tộc hỗn hợp, với 0,9 phần trăm là người da trắng hỗn hợp Caribe và người da đen, 0,5 phần trăm người da trắng và người da đen, 0,8 phần trăm da trắng và châu Á, và 1,3 phần trăm bất kỳ nền hỗn hợp nào khác.
Người chủng tộc hỗn hợp là nhóm dân tộc thiểu số phát triển nhanh nhất (được xác định theo phân loại Thống kê Quốc gia) ở Anh và, với tất cả các nhóm hỗn hợp được tính là một nhóm duy nhất, được dự đoán là nhóm thiểu số lớn nhất vào năm 2020 (trên Ấn Độ thuộc Anh).

## Nhóm con
Ở Anh và xứ Wales, cuộc điều tra dân số năm 2001 bao gồm bốn loại kết hợp sắc tộc hỗn hợp: "Caribe trắng và đen", "Hỗn hợp trắng và đen châu Phi", "Trắng hỗn hợp và châu Á" và "Bất kỳ nền hỗn hợp nào khác", với sau cho phép mọi người viết trong dân tộc của họ. Phân tích kết quả điều tra dân số cho thấy, chỉ ở Anh và xứ Wales, có tới 237.000 người cho biết dân tộc của họ là người da trắng hỗn hợp và người da đen, 189.000 người là người da trắng hỗn hợp và người châu Á, 156.000 người khác và 79.000 người da trắng và da đen hỗn hợp.
Các ước tính vào giữa năm 2009 đối với Anh chỉ cho thấy có 301.300 người thuộc nhóm Caribe trắng và đen hỗn hợp, 127.500 hỗn hợp trắng và đen châu Phi, 292.400 hỗn hợp trắng và châu Á, và 235.500 hỗn hợp khác. Nhóm người châu Phi da trắng và da đen tăng trưởng nhanh nhất về tỷ lệ phần trăm từ năm 2001 đến năm 2009, tiếp theo là người da trắng và người châu Á, hỗn hợp khác và sau đó là người da trắng và da đen Caribe.
Cuộc điều tra dân số năm 2011 ở Anh và xứ Wales cho thấy so với năm 2001, tỷ lệ dân số tự mô tả là "Caribe trắng và đen" tăng từ 0,5% lên 0,8%, "Trắng và châu Á" từ 0,4% lên 0,6%, "Trắng và Người da đen châu Phi "từ 0,2% đến 0,3% và" Hỗn hợp khác "0,3% đến 0,5%.
Các hình thức điều tra dân số ở Scotland và Bắc Ireland không bao gồm các nhóm phụ, mà là các danh mục đơn lẻ: "Bất kỳ nền hỗn hợp" nào ở Scotland và chỉ đơn giản là "hỗn hợp" ở Bắc Ireland.